# Morris Marina
Morris Marina, znany także jako Austin Marina, Leyland Marina (w Australii) oraz Morris 1700 – samochód osobowy marki Morris, produkowany przez British Leyland w latach 1971–1980.

## Historia
Morris Marina, pod roboczą nazwą ADO 28, powstał w celu uratowania koncernu British Leyland przed bankructwem. Ten następca modelu Minor został przygotowany do produkcji w czasie 18 miesięcy, a na uruchomienie jego produkcji przeznaczono 100 milionów dolarów, z czego większość tej kwoty zainwestowano w modernizację zakładów produkcyjnych w Cowley. Marina miała być wygodnym i tanim samochodem klasy średniej. Zrezygnowano w niej z poprzednich rozwiązań stosowanych w samochodach Morris, między innymi z przedniego napędu i zawieszenia hydraulicznego. Zastosowane zamiast tego zostały konwencjonalne rozwiązania, jak silnik umieszczony wzdłużnie z przodu napędzający tylną oś. Początkowo w ofercie znajdowały się silniki o pojemności 1,3 i 1,8 l znane z już produkowanych modeli (Mini GT i Austin 1800). Produkcję rozpoczęto w kwietniu 1971 roku. Mimo niepochlebnych opinii prasy motoryzacyjnej (która zarzucała Marinie hałas, niewygodę, brzydki wygląd oraz złe prowadzenie z tendencją do podsterowności) samochód cieszył się popularnością, a stutysięczny egzemplarz zjechał z taśmy montażowej już w marcu 1972 roku. W 1973 roku Morris Marina był drugim najlepiej sprzedającym się samochodem w Wielkiej Brytanii, po Fordzie Cortina. Dwa lata później wprowadzono do samochodu nieznaczne modyfikacje, takie jak nowa osłona chłodnicy, deska rozdzielcza, fotele, modyfikacje zawieszenia i zwiększona izolacja akustyczna. W 1977 roku wprowadzono silnik Diesla, a rok później serię O, tj. silnik o pojemności 1,7 l. Produkcję zakończono w 1980 roku.

## Eksport
Samochód był eksportowany do Stanów Zjednoczonych, Kanady i RPA pod nazwą Austin Marina. Jako Morris 1700 był sprzedawany w Nowej Zelandii, a pod nazwą Leyland Marina – w Australii. Wyłącznie w Australii sprzedawano pojazd z silnikami 1,5 l oraz 1,75 l, a tylko w Australii i RPA – z jednostką 2,6 l. Samochód był ponadto montowany w Australii i RPA.

## Galeria

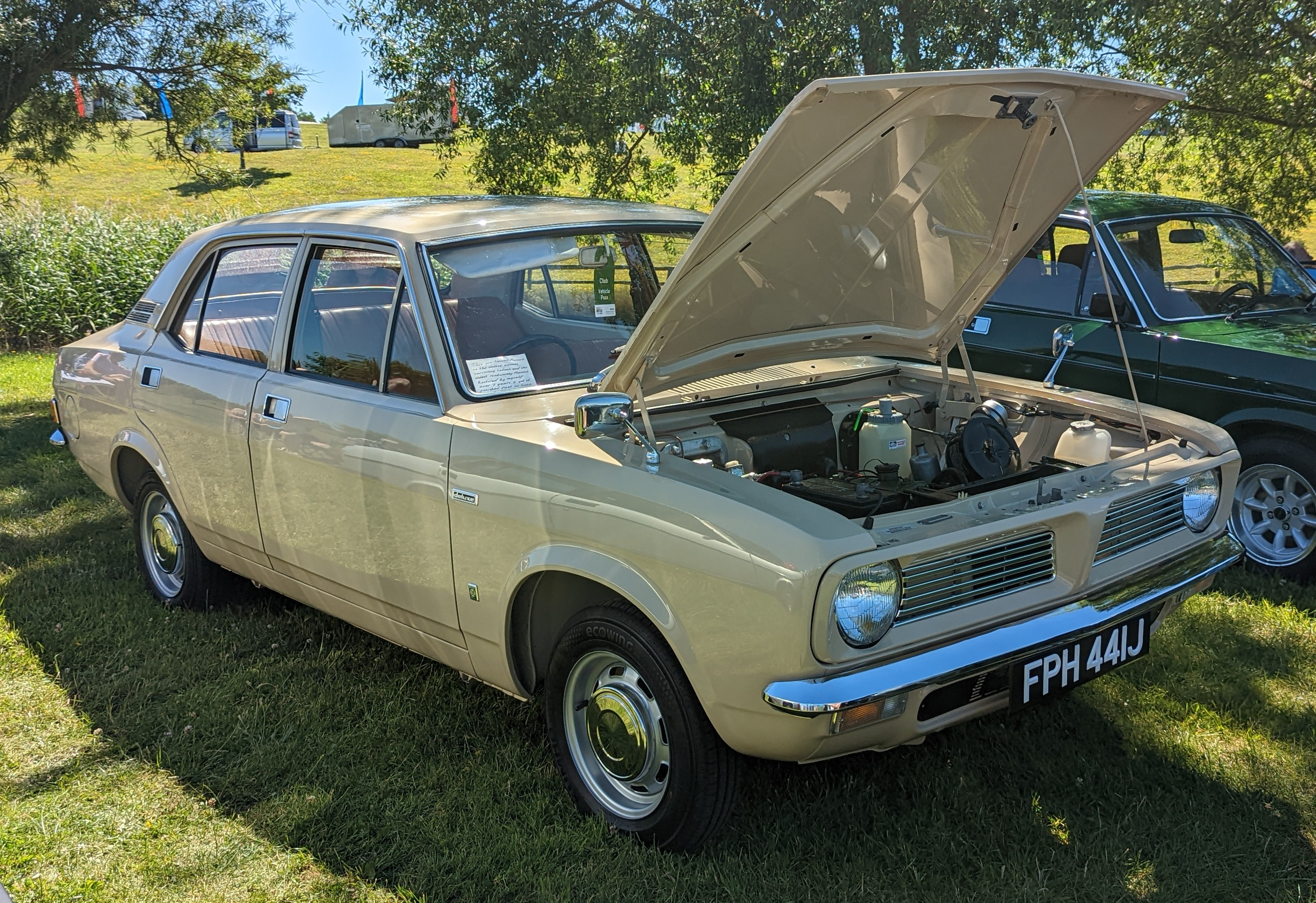
'73 Marina 1.3 Deluxe
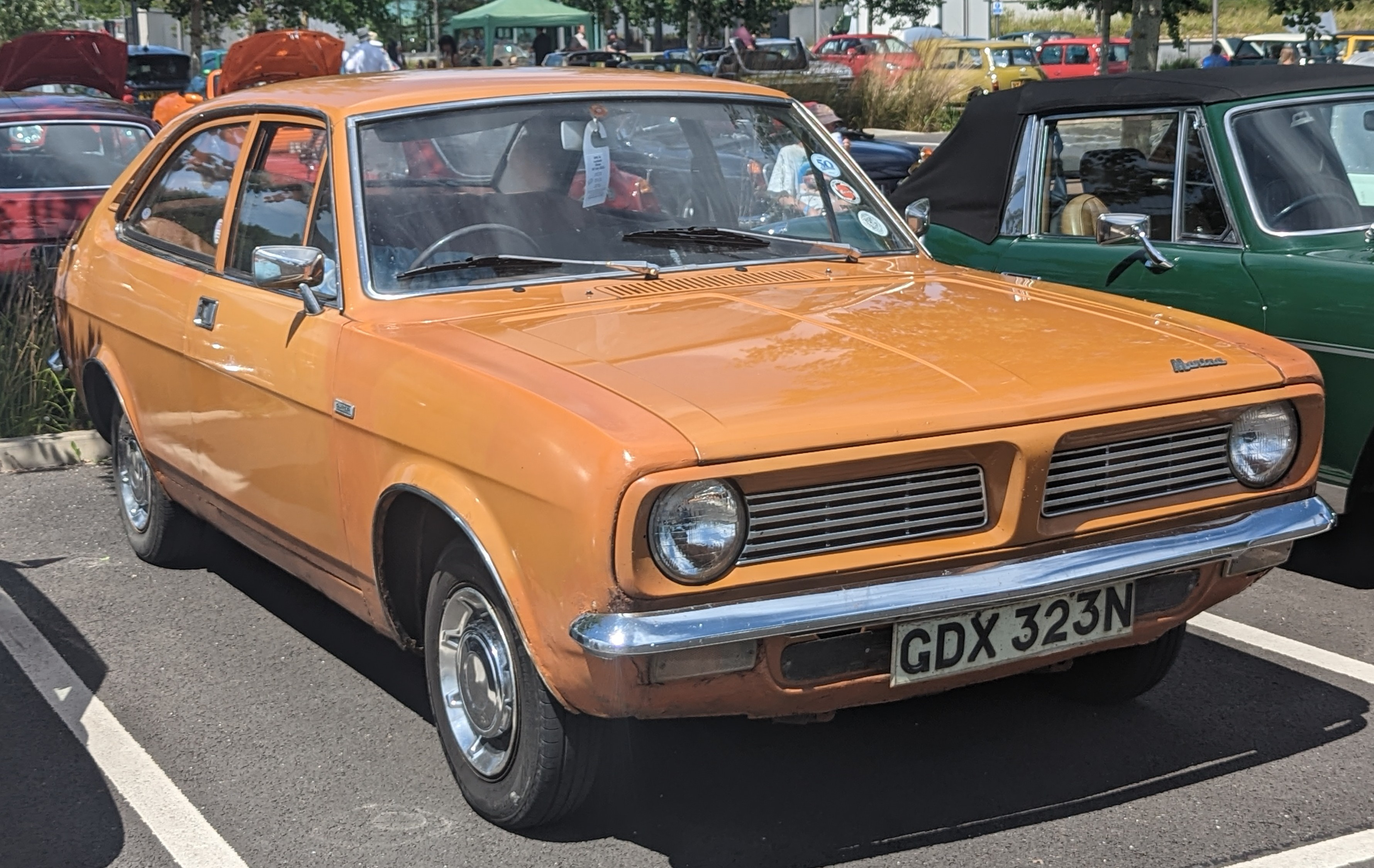
'74 Marina Coupe 1.3 Super Deluxe
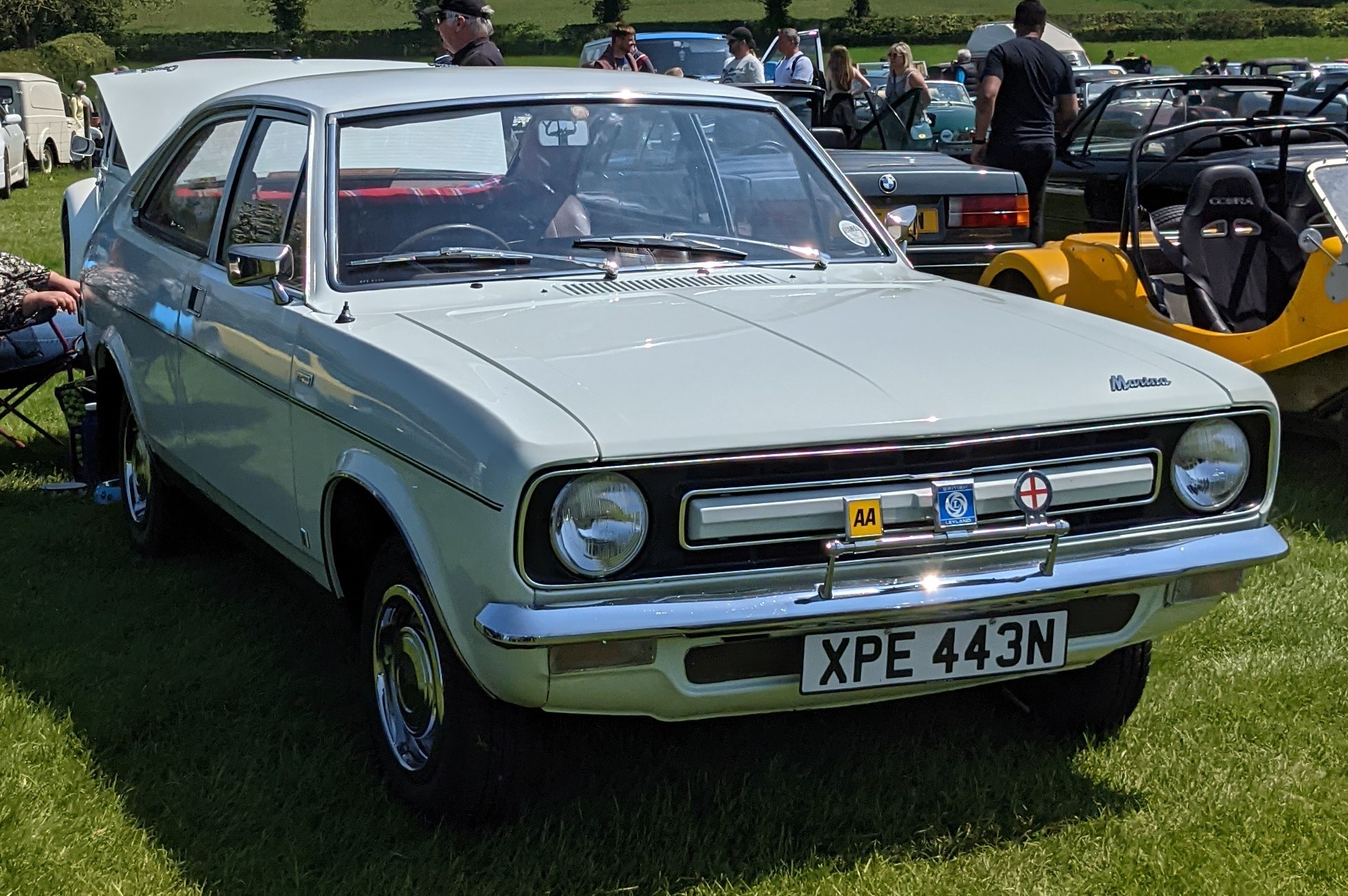
'74 Marina 1.8 Coupe
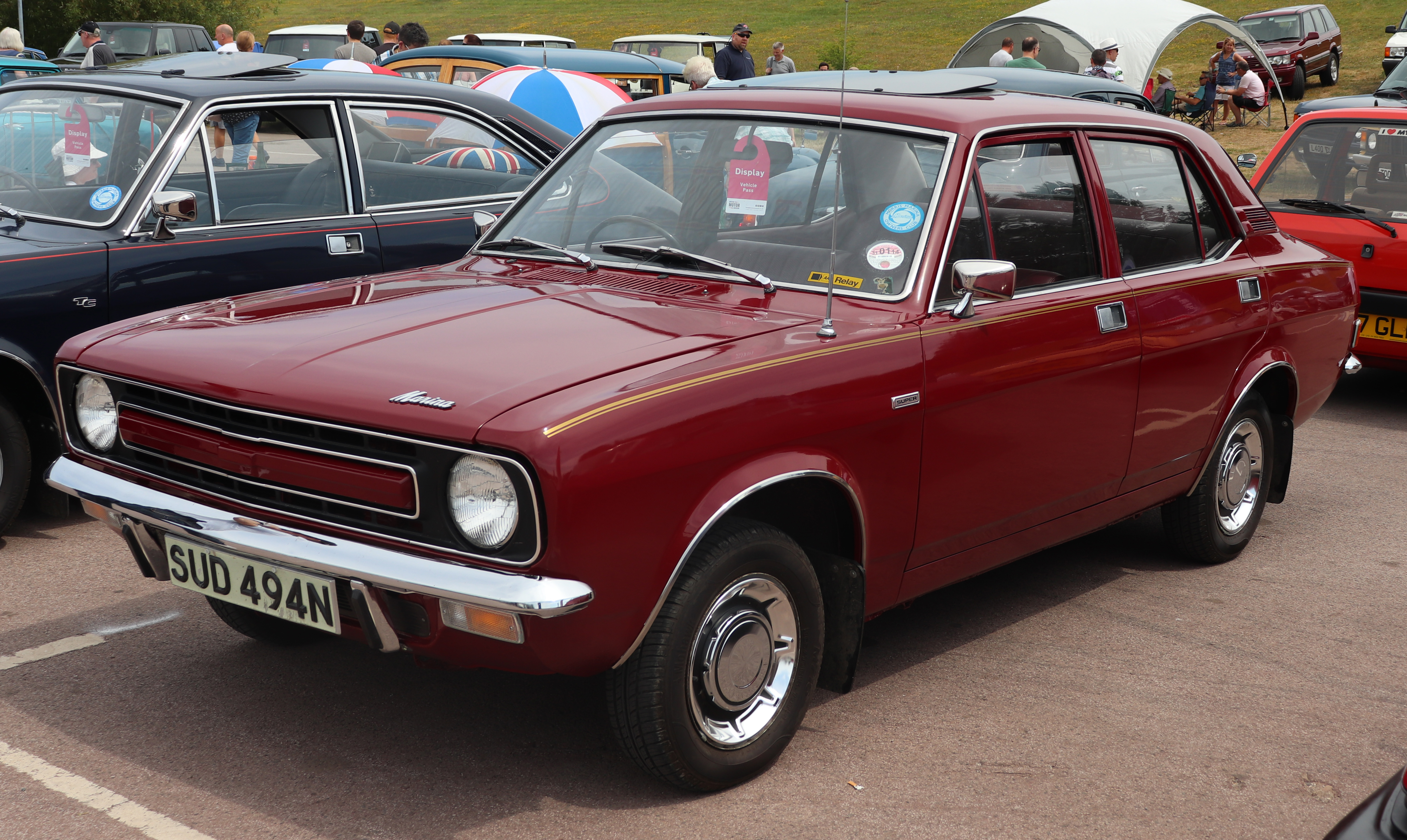
'74 Marina 1.8 Deluxe - przód
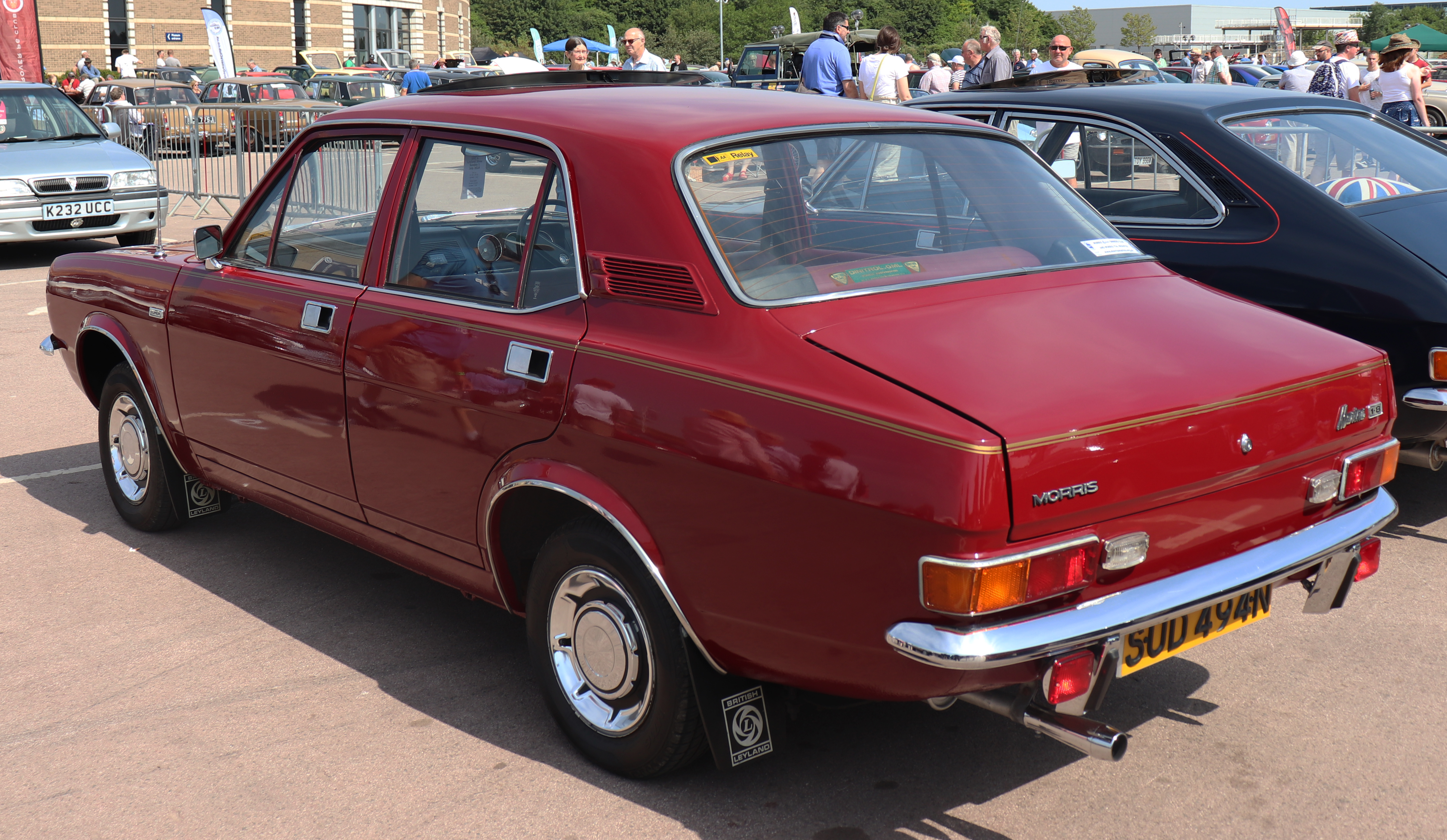
'74 Marina 1.8 Deluxe - tył
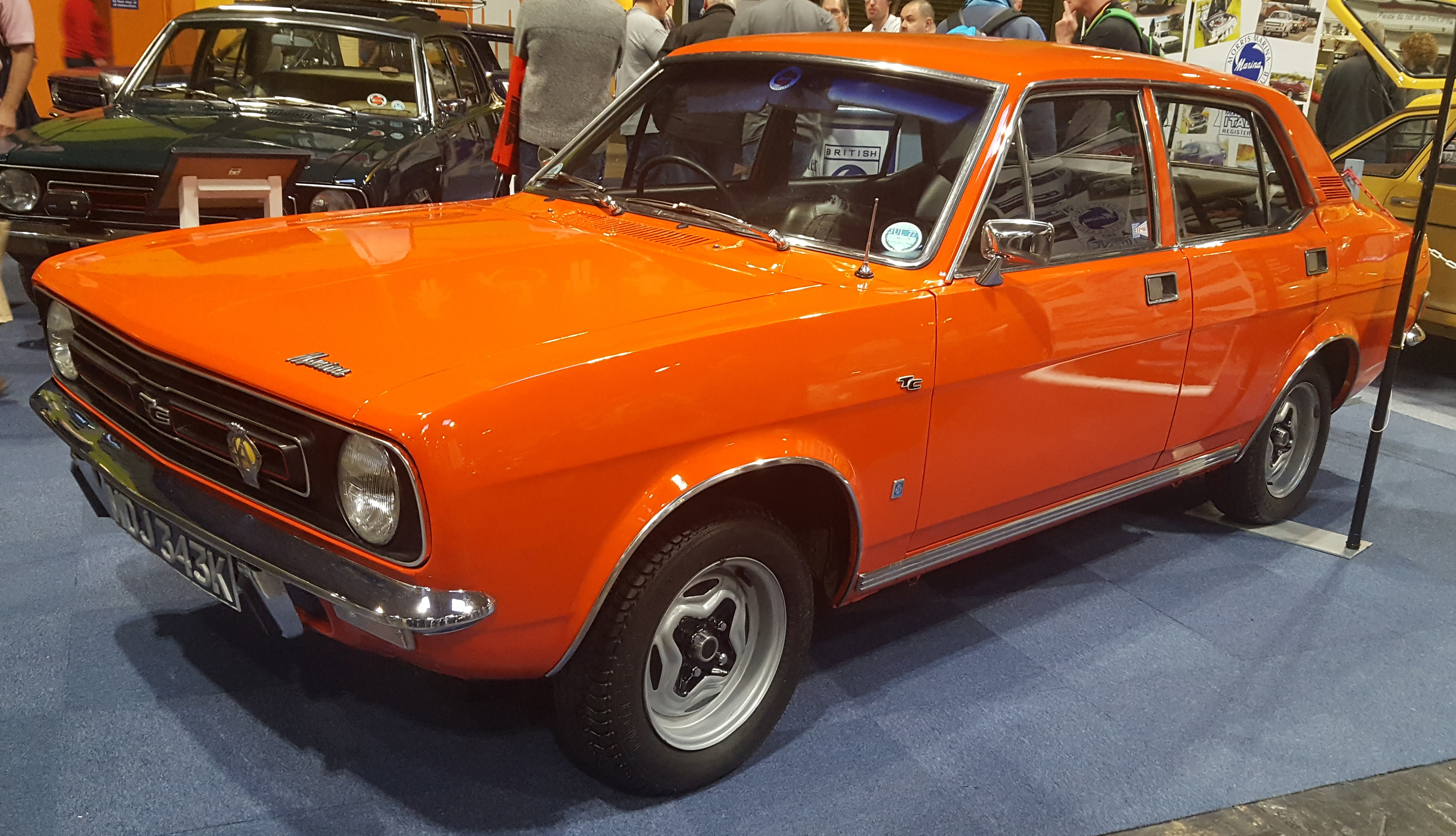
'72 Marina 1.8 TC
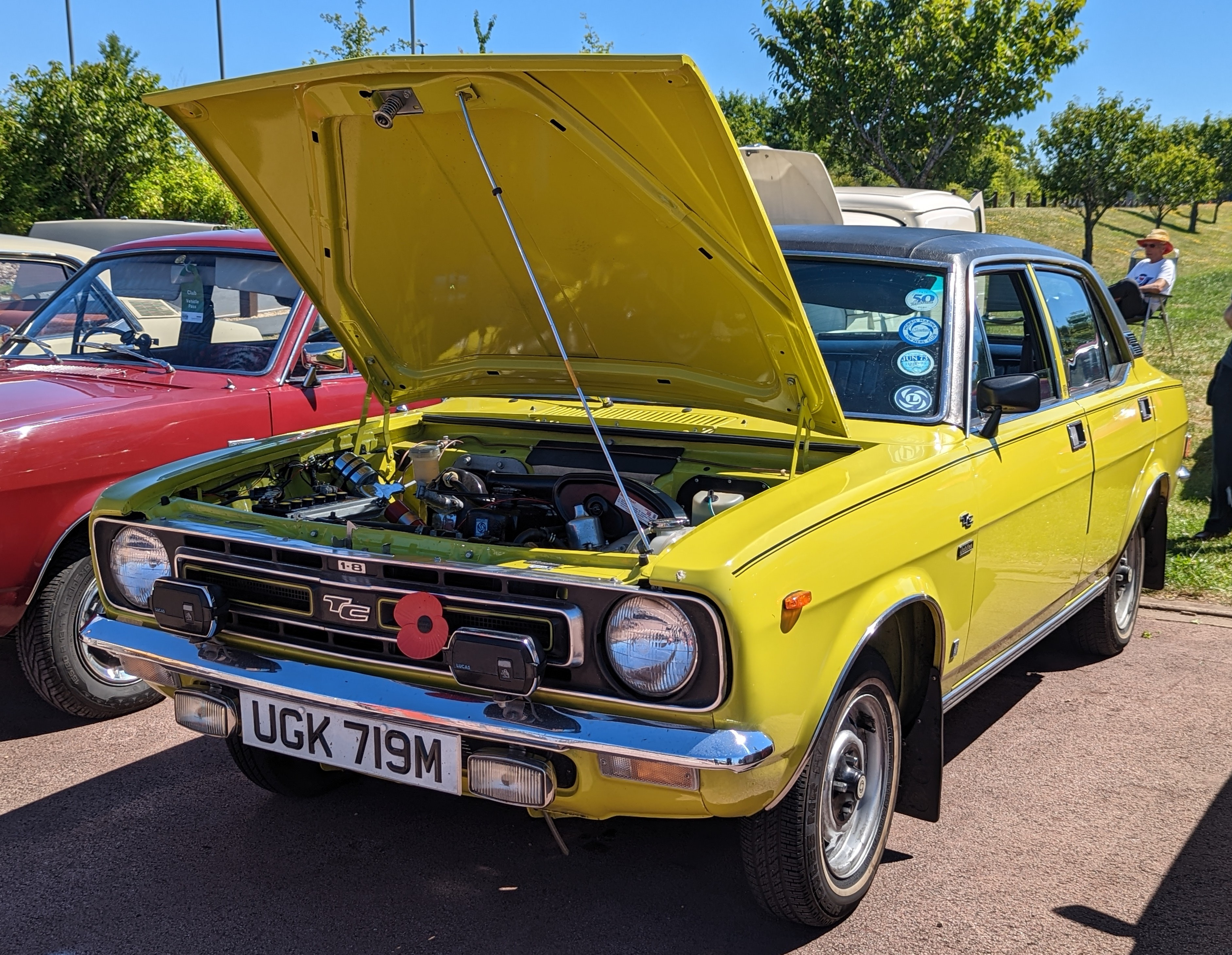
'73 Marina 1.8 TC Jubilee
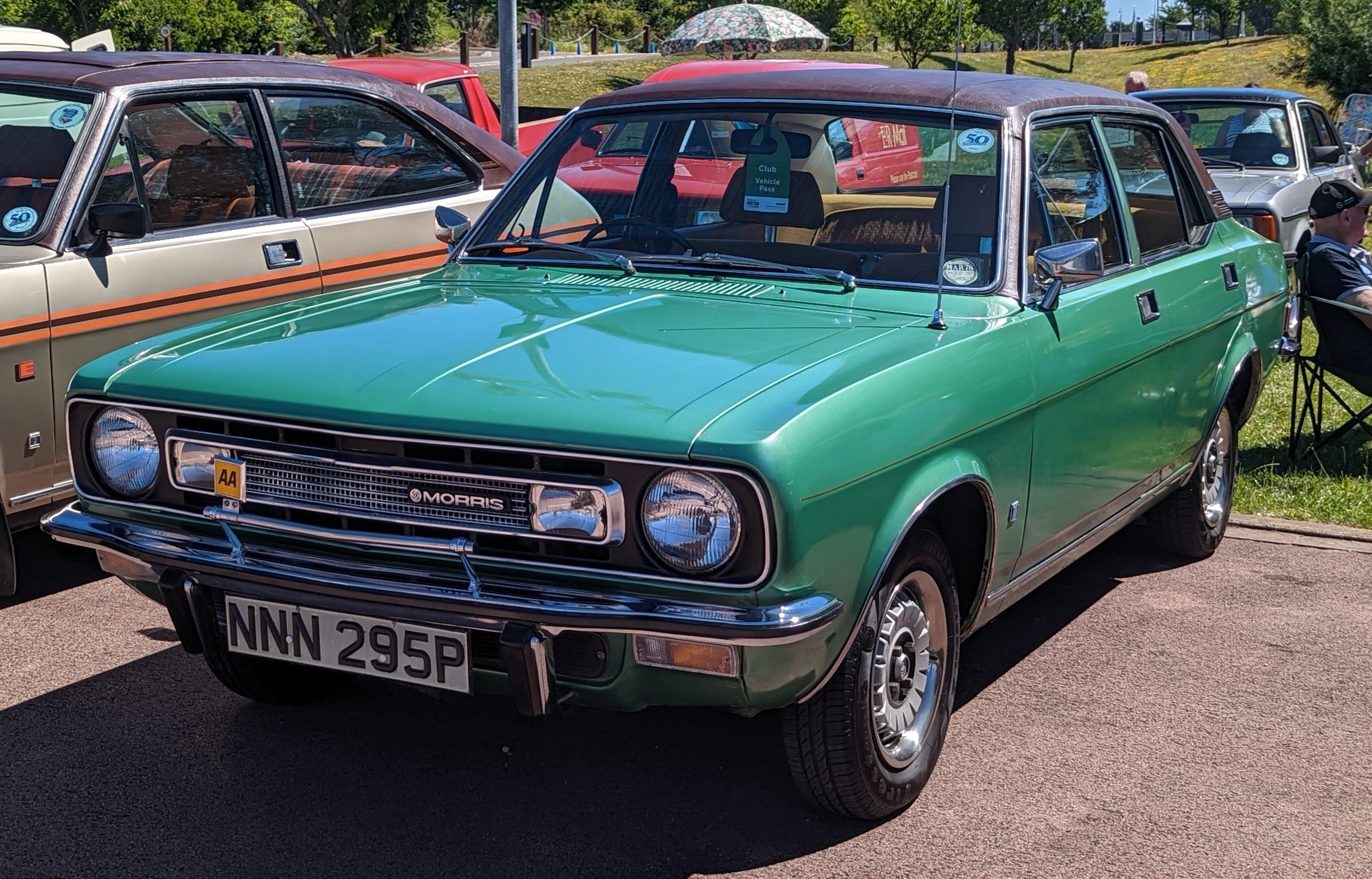
'76 Marina 1.8 HL Auto
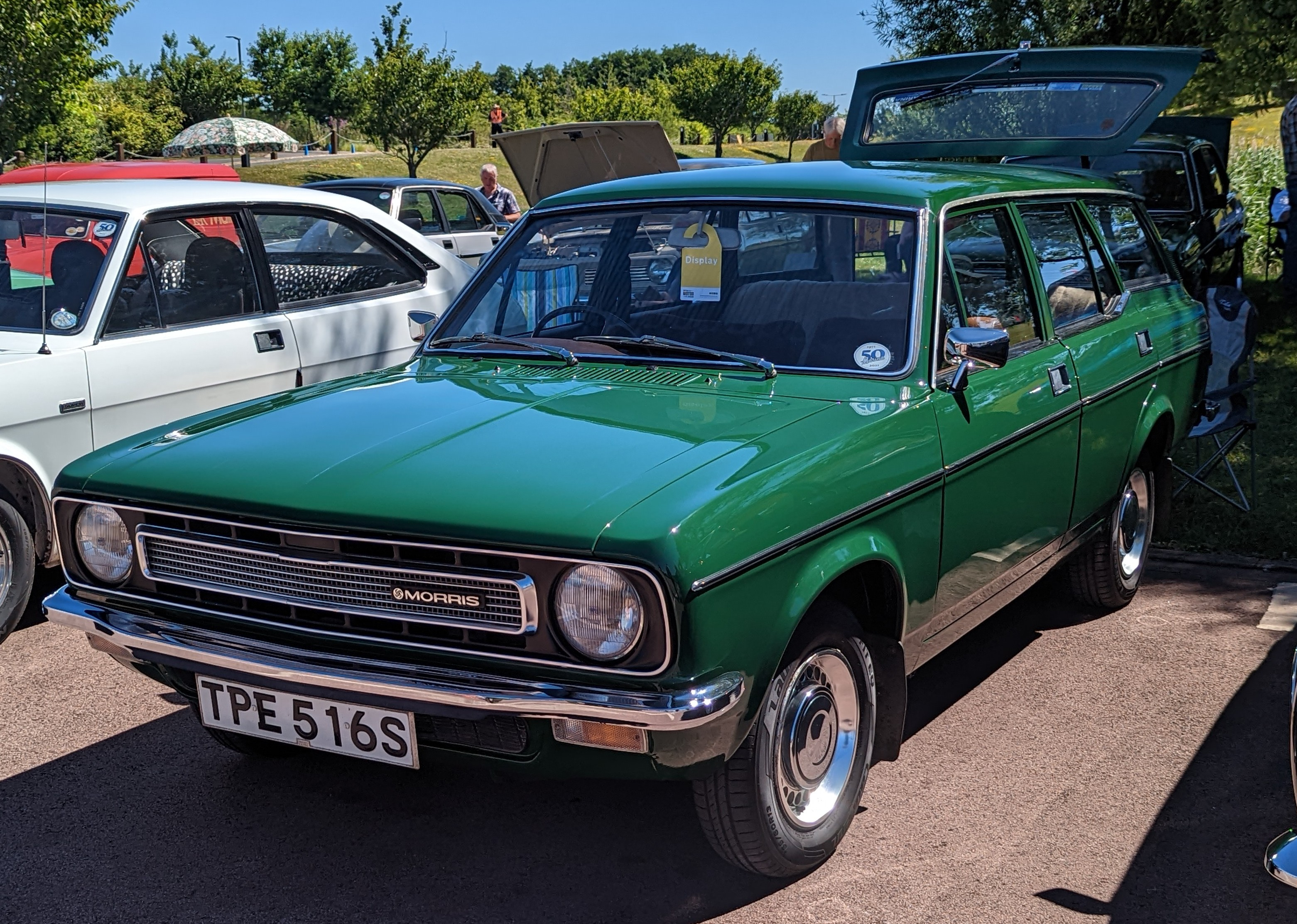
'77 Marina 1.8 Super Deluxe Auto Estate
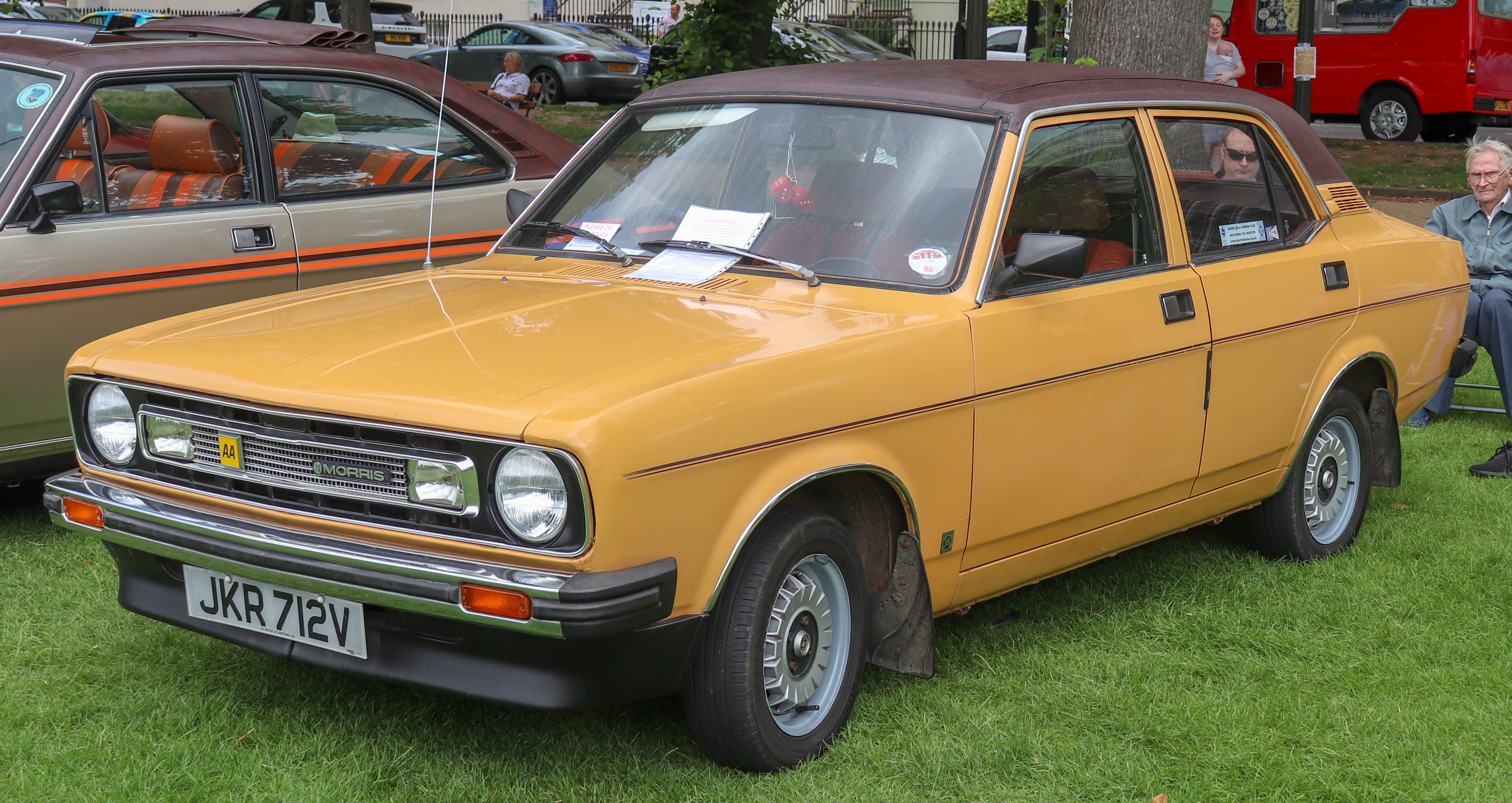
'80 Marina 1.7 L
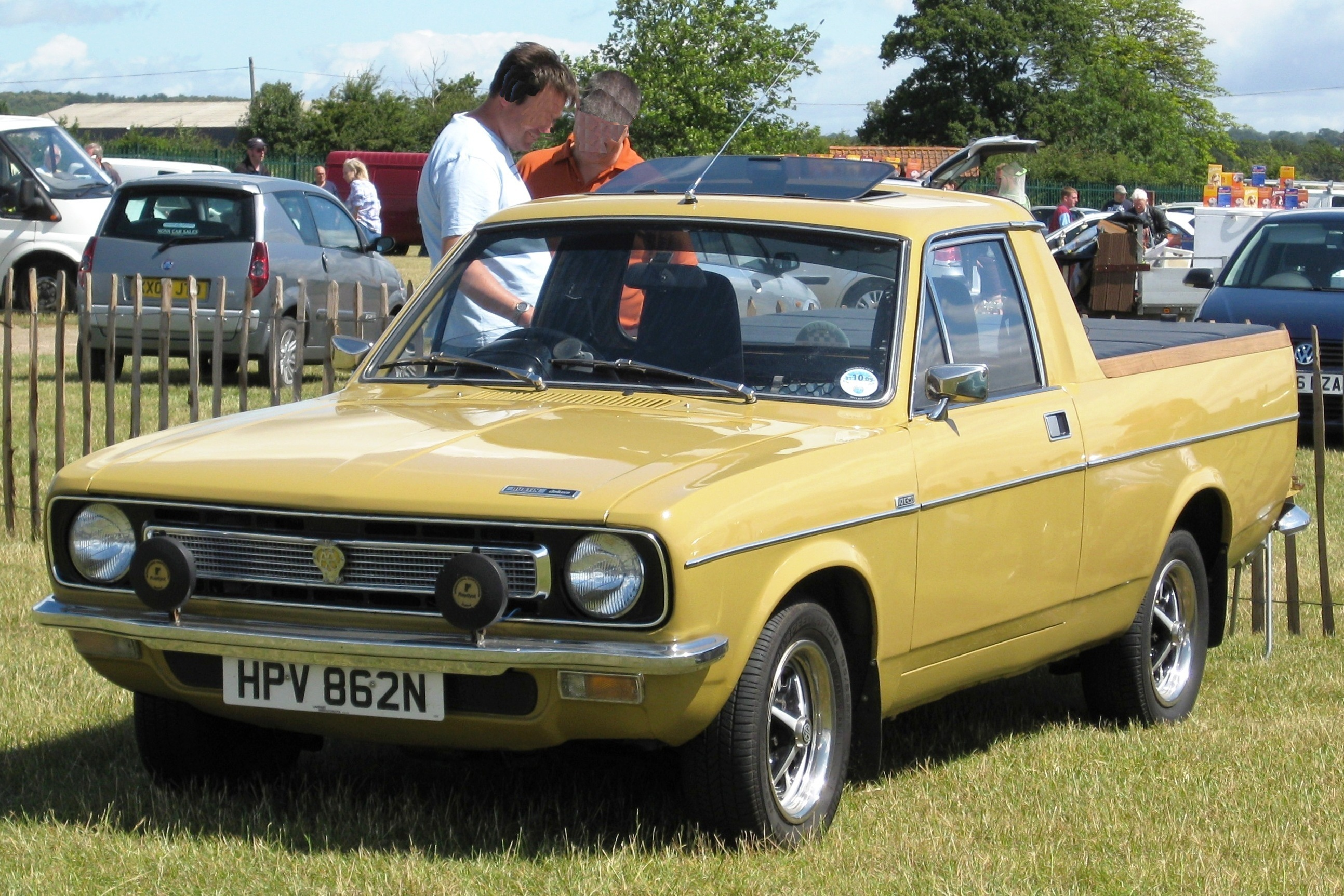
Wersja pick-up
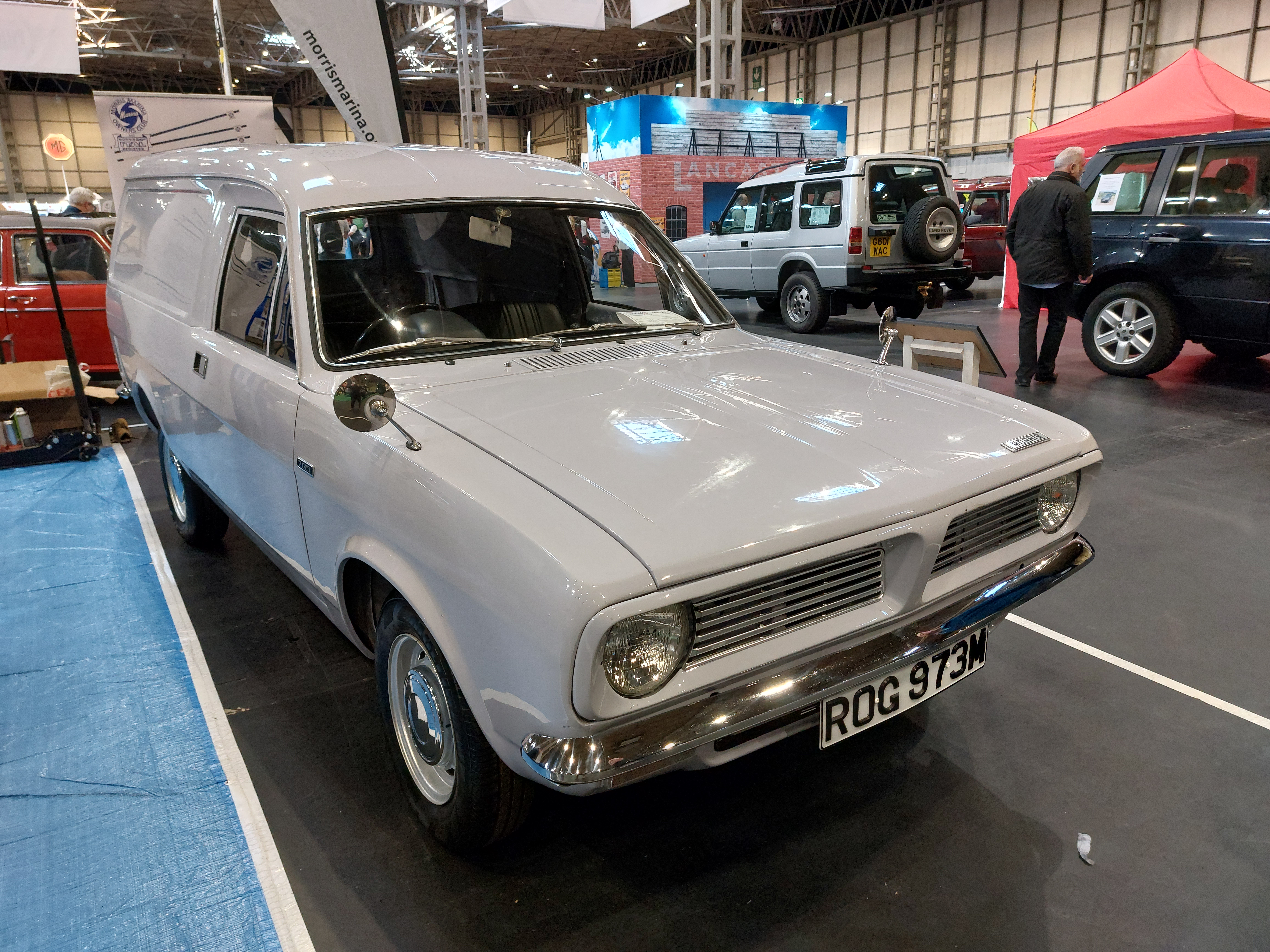
Wersja van
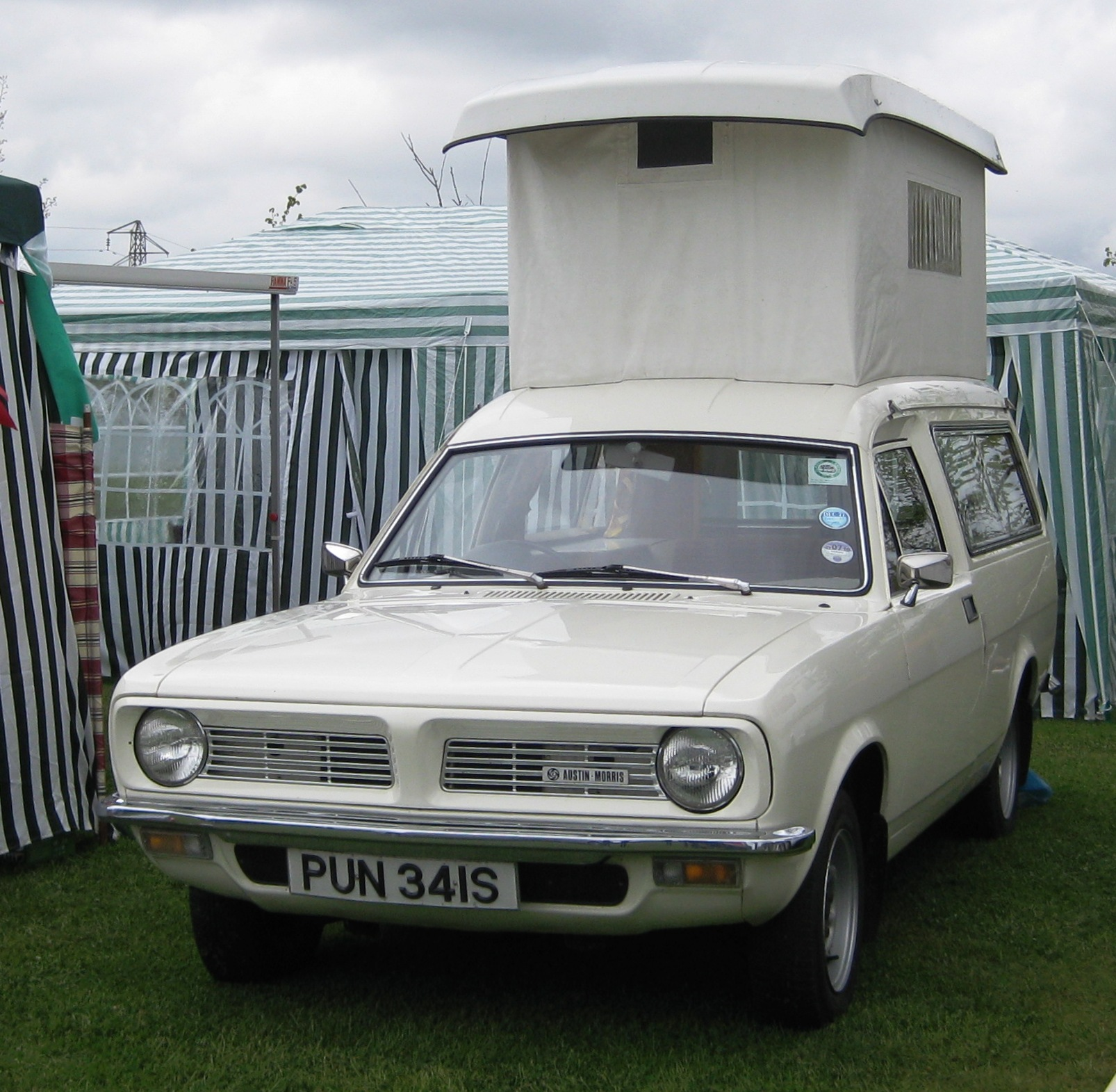
SunTor Camper

## Dane techniczne
Główne źródło:
Masy i wymiary:
- Nadwozie: samonośne, stalowe, 5-miejscowe
  - 4-drzwiowy sedan
  - 5-drzwiowe kombi
  - 2-drzwiowe coupe
- Długość/szerokość/wysokość: 
  - sedan: 4220/ 1640/ 1425 mm
  - coupe: 4140/ 1635/ 1410 mm
- Masa własna: 878 kg
- Pojemność bagażnika (sedan): 370 l
- Pojemność zbiornika paliwa: 52 l

Układ jezdny:
- Zawieszenie przednie: niezależne – poprzeczne wahacze resorowane wzdłużnymi drążkami skrętnymi, stabilizator, ramieniowe amortyzatory
- Zawieszenie tylne: sztywna oś na wzdłużnych resorach piórowych, teleskopowe amortyzatory
- Hamulce przednie i tylne: bębnowe hydrauliczne na cztery koła; hamulec ręczny mechaniczny na koła tylne (coupe: tarczowe na przednie koła, ze wspomaganiem)
- Ogumienie: diagonalne o wymiarach 5,20-13" lub radialne 145 SR13 (coupe: 165/70 SR13)

- Skrzynia przekładniowa mechaniczna 4-biegowa, zsynchronizowana, opcjonalnie automatyczna Borg-Warner

| Wersja             | Silnik:             | Układ zasilania:   | Stopień sprężania: | Średnica × skok tłoka: | Moc maksymalna:          | Maks. moment obrotowy      | 0–100 km/h:        | V-max:             | Zużycie paliwa na 100 km: |
| Silniki benzynowe: | Silniki benzynowe:  | Silniki benzynowe: | Silniki benzynowe: | Silniki benzynowe:     | Silniki benzynowe:       | Silniki benzynowe:         | Silniki benzynowe: | Silniki benzynowe: | Silniki benzynowe:        |
| ------------------ | ------------------- | ------------------ | ------------------ | ---------------------- | ------------------------ | -------------------------- | ------------------ | ------------------ | ------------------------- |
| 1,3                | R4 1,3 l (1275 cm³) | gaźnik             | 8,8:1              | 70,61 × 81,28 mm       | 61 KM przy 5250 obr./min | 94 N•m przy 2450 obr./min  | 18,2 s             | 132 km/h           | 8–11 l                    |
| 1,7                | R4 1,7 l (1695 cm³) | gaźnik             | 9:1                | 84,45 × 75,8 mm        | 79 KM przy 5150 obr./min | 127 N•m przy 3400 obr./min | 14,8 s             | 155 km/h           | ?                         |
| 1,8                | R4 1,8 l (1798 cm³) | gaźnik             | 9:1                | 80,26 × 88,9 mm        | 86 KM przy 5500 obr./min | 135 N•m przy 3000 obr./min | 13 s               | 161 km/h           | 9–13 l                    |